# Синцово (Конаковский район)
Синцо́во — деревня в Конаковском районе Тверской области. Входит в состав Козловского сельского поселения.

## География
Находится (по прямой) в 48 км к югу от Твери, в 52 км от Конакова, в 42 км от Клина. Расположена на левом берегу реки Лама. Почти со всех сторон окружена территорией заповедника «Завидово», охранная зона, въезд по пропускам.

## Население
| 2008 | 2010 |
| ---- | ---- |
| 86   | ↘40  |

## История
По сведениям 1678 года деревня Синцово входила в Круговскую дворцовую волость Клинского уезда и была расположена по обе стороны реки Ламы.
В декабре 1700 года по указу Петра I Круговская волость была отдана в оброк А. Д. Меншикову, и Синцово до середины XIX века принадлежало его потомкам.
В XIX — начале XX века деревня относилась к Клинскому уезду Московской губернии. В Списке населенных мест губернии 1859 года владельческая деревня Сенцово при р. Ламе, 40 дворов, 426 жителей. В 1890 году Синцово насчитывало 670 жителей, при деревни существовал кожевенный завод крестьянина Прохора Иванова с 2 рабочими и мукомольная мельница Василия Иванова с 2 рабочими.
По переписи 1926 года д. Синцово Синцовского сельсовета Зеленцинской волости Клинского уезда имела 157 хозяйств, 810 жителей.
С 1929 по 1963 год деревня Синцово — центр сельсовета в составе Тургиновского района (до 1935 года Московской, затем — Калининской области). Во время Великой Отечественной войны деревня была оккупирована в октябре 1941 года, освобождена 19 декабря.
С 1963 года Синцово в составе Калининского района, с 1977 года — в составе Конаковского района, в 1980-е годы жители деревни трудились в совхозе «Завидово». В 1997 году — 48 хозяйств, 81 житель.